# 托哈奇 (新墨西哥州)
托哈奇（英語：Tohatchi）是位於美國新墨西哥州麥金萊縣的普查規定居民點。

## 人口
根據2020年美國人口普查的數據，托哈奇的面積為17.09平方千米，當中陸地面積為16.75平方千米，而水域面積為0.33平方千米。當地共有人口785人，而人口密度為每平方千米45.93人。